# Meridiano 119 E
O meridiano 119 E é um meridiano que, partindo do Polo Norte, atravessa o Oceano Ártico, Ásia, Oceano Índico, Australásia, Oceano Antártico, Antártida e chega ao Polo Sul. Forma um círculo máximo com o Meridiano 61 W.
Começando no Polo Norte, o meridiano 119º Este tem os seguintes cruzamentos:
| País, território ou mar | Notas                                                         |
| ----------------------- | ------------------------------------------------------------- |
| Oceano Ártico           |                                                               |
| Mar de Laptev           |                                                               |
| Rússia                  | Iacútia Oblast de Irkutsk Krai de Zabaykalsky                 |
| China                   | Mongólia Interior                                             |
| Mongólia                |                                                               |
| China                   | Mongólia Interior Hebei Liaoning Hebei                        |
| Mar de Bohai            |                                                               |
| China                   | Shandong                                                      |
| Mar de Bohai            | Baía de Laizhou                                               |
| China                   | Shandong Jiangsu Anhui Jiangsu Anhui Zhejiang Fujian          |
| Mar da China Meridional |                                                               |
| Filipinas               | Ilha de Palawan                                               |
| Mar de Sulu             |                                                               |
| Malásia                 | Sabah - Ilha de Bornéu                                        |
| Mar de Celebes          |                                                               |
| Estreito de Macáçar     |                                                               |
| Indonésia               | Ilha Celebes                                                  |
| Mar de Java             | Passa por numerosas pequenas ilhas da Indonésia               |
| Mar das Flores          | Passa a oeste da ilha Sangeang, Indonésia                     |
| Indonésia               | Ilha de Sumbawa                                               |
| Oceano Índico           | Estreito de Sumba                                             |
| Indonésia               | Ilha de Sumba                                                 |
| Oceano Índico           |                                                               |
| Austrália               | Austrália Ocidental                                           |
| Oceano Índico           |                                                               |
| Oceano Antártico        |                                                               |
| Antártida               | Território Antártico Australiano, reivindicado pela Austrália |